# Neffa

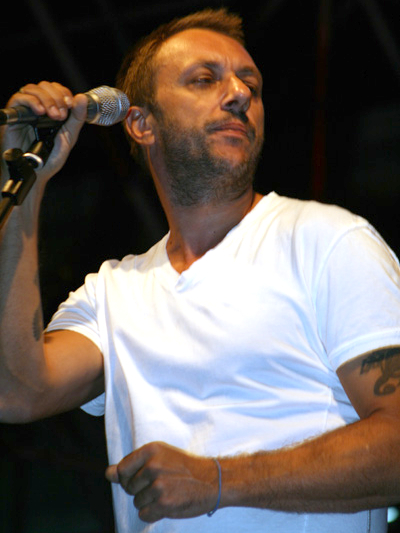
Neffa (2007)

Neffa (* 7. Oktober 1967 in Scafati, Provinz Salerno; bürgerlicher Name Giovanni Pellino) ist ein italienischer Musiker.

## Karriere
In den 1980er Jahren war er Schlagzeuger bei diversen Hardcore-Punkbands, unter anderem bei Negazione und Impact. Während der 1990er Jahre wirkte er als Rapper und Produzent in den Hip-Hop-Gruppen Isola Posse All Stars und Sangue Misto mit. 1996 trat Giovanni Pellino erstmals als Solokünstler unter dem Namen Neffa auf. Seit 2001 wendet er sich mehr der Popmusik zu.
2004 nahm er am Sanremo-Festival mit dem Lied Le ore piccole teil. Im deutschsprachigen Raum ist er bekannt für das Lied Cambierà aus seinem 2006er Album Alla fine della notte, das 2008 in der Ramazzotti-Werbung verwendet wurde. Auch für andere Künstler schrieb Neffa Lieder. So schrieb er 2006 für Mietta das Lied Resta qui sowie 2007 für Adriano Celentano das Lied Fiori.

## Diskografie

### Alben
| Jahr | Titel                           | Höchstplatzierung, Gesamtwochen, AuszeichnungChartplatzierungen (Jahr, Titel, Platzierungen, Wochen, Auszeichnungen, Anmerkungen) | Höchstplatzierung, Gesamtwochen, AuszeichnungChartplatzierungen (Jahr, Titel, Platzierungen, Wochen, Auszeichnungen, Anmerkungen) | Anmerkungen                                                                   |
| Jahr | Titel                           | DE | IT | Anmerkungen                                                                   |
| ---- | ------------------------------- | --- | --- | ----------------------------------------------------------------------------- |
| 1996 | Neffa & i messaggeri della dopa | — | IT10 Gold · (4 Wo.)IT | Erstveröffentlichung: 14. Mai 1996 Verkäufe: + 25.000; Charteinstieg IT: 2021 |
| 2001 | Arrivi e partenze               | — | IT29 (5 Wo.)IT | Erstveröffentlichung: 11. Mai 2001                                            |
| 2003 | I molteplici mondi di Giovanni  | — | IT23 (27 Wo.)IT | Erstveröffentlichung: 3. Oktober 2003                                         |
| 2006 | Alla fine della notte           | — | IT19 (41 Wo.)IT | Erstveröffentlichung: 9. Juni 2006                                            |
| 2007 | Aspettando il sole              | — | IT57 (5 Wo.)IT | Erstveröffentlichung: 13. April 2007 Kompilation                              |
| 2009 | Sognando contromano             | — | IT20 Gold · (32 Wo.)IT | Erstveröffentlichung: 19. Juni 2009 Verkäufe: + 35.000                        |
| 2013 | Molto calmo                     | — | IT17 (23 Wo.)IT | Erstveröffentlichung: 18. Juni 2013                                           |
| 2015 | Resistenza                      | — | IT14 (5 Wo.)IT | Erstveröffentlichung: 4. September 2015                                       |
| 2021 | AmarAmmore                      | — | IT44 (2 Wo.)IT | Erstveröffentlichung: 2. April 2021                                           |
| 2025 | Canerandagio Parte 1            | — | IT3 (4 Wo.)IT | Erstveröffentlichung: 18. April 2025                                          |

Weitere Alben
- 1998: 107 elementi (feat. Deda & Al Castellana)
- 1999: Chicopisco (EP)

### Singles
| Jahr | Titel Album                                        | Höchstplatzierung, Gesamtwochen, AuszeichnungChartplatzierungen (Jahr, Titel, Album, Platzierungen, Wochen, Auszeichnungen, Anmerkungen) | Höchstplatzierung, Gesamtwochen, AuszeichnungChartplatzierungen (Jahr, Titel, Album, Platzierungen, Wochen, Auszeichnungen, Anmerkungen) | Anmerkungen                                                                                 |
| Jahr | Titel Album                                        | DE | IT | Anmerkungen                                                                                 |
| ---- | -------------------------------------------------- | --- | --- | ------------------------------------------------------------------------------------------- |
| 2001 | La mia signorina Arrivi e partenze                 | — | IT13 Gold · (13 Wo.)IT | Erstveröffentlichung: 6. April 2001 Verkäufe: + 35.000                                      |
| 2003 | Prima di andare via I molteplici mondi di Giovanni | — | IT10 Gold (2023) · (15 Wo.)IT | Erstveröffentlichung: 23. Mai 2003 Verkäufe: + 50.000                                       |
| 2004 | Le ore piccole I molteplici mondi di Giovanni      | — | IT24 (3 Wo.)IT |                                                                                             |
| 2006 | Il mondo nuovo Alla fine della notte               | — | IT10 (22 Wo.)IT | Erstveröffentlichung: 1. Juni 2006                                                          |
| 2006 | Cambierà Alla fine della notte                     | DE81 (7 Wo.)DE | — | Erstveröffentlichung: 20. Juni 2006 Charteinstieg in DE erst 2008                           |
| 2007 | Passione Alla fine della notte                     | — | IT7 (16 Wo.)IT | Erstveröffentlichung: 16. Februar 2007                                                      |
| 2009 | Lontano dal tuo sole Sognando contromano           | — | IT10 Gold · (11 Wo.)IT | Erstveröffentlichung: 22. Mai 2009 Verkäufe: + 50.000                                       |
| 2013 | Quando sorridi Molto calmo                         | — | IT19 Gold · (1 Wo.)IT | Erstveröffentlichung: 24. Mai 2013 Verkäufe: + 15.000                                       |
| 2013 | Panico Guerra e pace                               | — | IT30 Platin · (15 Wo.)IT | Erstveröffentlichung: 12. Juli 2013 Verkäufe: + 100.000; mit Fabri Fibra                    |
| 2021 | Aggio perzo ’o suonno AmarAmmore                   | — | IT50 Gold · (6 Wo.)IT | Erstveröffentlichung: 12. Februar 2021 Verkäufe: + 35.000; mit Coez & Ty1                   |
| 2021 | Una direzione giusta –                             | — | IT8 ×3Dreifachplatin · (31 Wo.)IT | Erstveröffentlichung: 30. Juli 2021 Verkäufe: + 300.000; mit Yungest Moonstar & Tha Supreme |
| 2024 | Fogliemorte –                                      | — | IT66 (1 Wo.)IT | Erstveröffentlichung: 12. April 2024 feat. Fabri Fibra                                      |

Weitere Singles
- 1996: Aspettando il sole (IT: Platin (2019) )
- 1997: Navigherò la notte
- 1998: Non tradire mai
- 2001: Alla fermata
- 2003: Quando finisce così
- 2004: Come mai
- 2007: La notte
- 2009: Nessuno
- 2013: Molto calmo (IT: Gold)
- 2013: Dove sei (IT: Platin)
- 2014: Per sognare ancora
- 2015: Nella macchina (mit Marracash)
- 2015: Sigarette (IT: Gold)
- 2015: Colpisci

### Gastbeiträge
| Jahr | Titel Album             | Höchstplatzierung, Gesamtwochen, AuszeichnungChartplatzierungen (Jahr, Titel, Album, Platzierungen, Wochen, Auszeichnungen, Anmerkungen) | Höchstplatzierung, Gesamtwochen, AuszeichnungChartplatzierungen (Jahr, Titel, Album, Platzierungen, Wochen, Auszeichnungen, Anmerkungen) | Anmerkungen                                                                        |
| Jahr | Titel Album             | DE | IT | Anmerkungen                                                                        |
| --- | ----------------------- | --- | --- | ---------------------------------------------------------------------------------- |
| 2015 | Se mi chiami SignorHunt | — | IT70 Platin · (8 Wo.)IT | Erstveröffentlichung: 20. November 2015 Verkäufe: + 50.000; Rocco Hunt feat. Neffa |
| 2016 | Parigi Terza stagione   | — | IT72 Gold · (1 Wo.)IT | Erstveröffentlichung: 14. Oktober 2016 Verkäufe: + 25.000; Emis Killa feat. Neffa  |
| 2022 | Eclissi                 | — | IT49 Gold · (1 Wo.)IT | Erstveröffentlichung: 14. April 2022 Verkäufe: + 50.000; Gemitaiz feat. Neffa      |
| Folgende Lieder erschienen nicht als Single, wurden aber durch das Album zum Download und Streaming bereitgestellt und konnten somit eine Platzierung erlangen: |                         | | |                                                                                    |
| |                         | | |                                                                                    |
| 2019 | Se tornerai Libertà     | — | IT64 Gold · (1 Wo.)IT | Verkäufe: + 35.000; Rocco Hunt feat. Neffa                                         |
| 2022 | Sulla giostra Caos      | — | IT24 (1 Wo.)IT | Fabri Fibra feat. Neffa                                                            |